# Крильон, Луи де, герцог Маонский
Луи́ де Бальб де Берто́н де Крийо́н (Крильо́н), герцог Мао́нский (фр. Louis Des Balbes de Berton de Crillon, duc de Mahon; 22 февраля 1717, Авиньон — июль 1796, Мадрид) — французский и испанский военачальник, командующий франко-испанским экспедиционным корпусом при осаде Минорки (1781) и Большой осаде Гибралтара (1782). Генерал-капитан Валенсии и Мурсии, гранд Испании, рыцарь ордена Золотого руна.

## Биография

### На французской службе
Луи де Крильон родился в родовитой семье, одним из представителей которой был Луи-Бальбес де Крильон, знаменитый французский полководец второй половины XVI века. Молодой Луи также поступил на военную службу, начав её в 1731 году кадетом королевской гвардии. Получив через два года чин второго лейтенанта, он был в 1733 году направлен на театр военных действий в Италии, где служил под началом маршала де Виллара и храбро проявил себя в сражении при Парме. К 1738 году Крильон поднялся по служебной лестнице до должности полковника Бретанского пехотного полка.
В ходе Войны за австрийское наследство Крильон снова действовал в Италии. В дальнейшем он отличился в битве при Фонтенуа, а 10 июля 1745 года в сражении при Мелле, в звании бригадира командуя четырьмя пехотными батальонами, сдерживал атаки восьмитысячного отряда противника. После дела при Парме он был произведён королём в кавалеры ордена Святого Людовика; ему были также предложены пенсия в размере 3000 франков и право ношения красной орденской ленты, но Крильон, рассчитывавший получить более высокий по рангу орден Святого Духа, от этой награды отказался. В дальнейшем он участвовал во взятии Намюра в ранге полевого маршала, 11 октября 1746 года внёс важный вклад в битве при Рокуре и в 1747 году в очередной раз вернулся в Италию, где воевал под командой маршала Бель-Иля. По ходу войны он получил  чин генерал-майора, а по её окончании должность губернатора Пикардии.
С началом Семилетней войны Крильон вернулся на военную службу. Неожиданной атакой занял Липпштадт, потом оборонял с гарнизоном из французских гренадер Вайсенфельс от войск Фридриха II. В баталии при Росбахе был ранен, позже командовал войсками, занявшими Геттинген. В 1758 году произведён в генерал-лейтенанты, и в сражении при Лутерберге командовал резервом, который в дальнейшем был брошен на преследование арьергарда отступающего противника. В тот же год он выдвинул проект морского десанта в Англию, предусматривавший переброску крупного французского экспедиционного корпуса через Ла-Манш. Англичане отнеслись к этой угрозе серьёзно, мобилизовав ополчение и военный флот, но французский двор идею Крильона отверг.

### На испанской службе

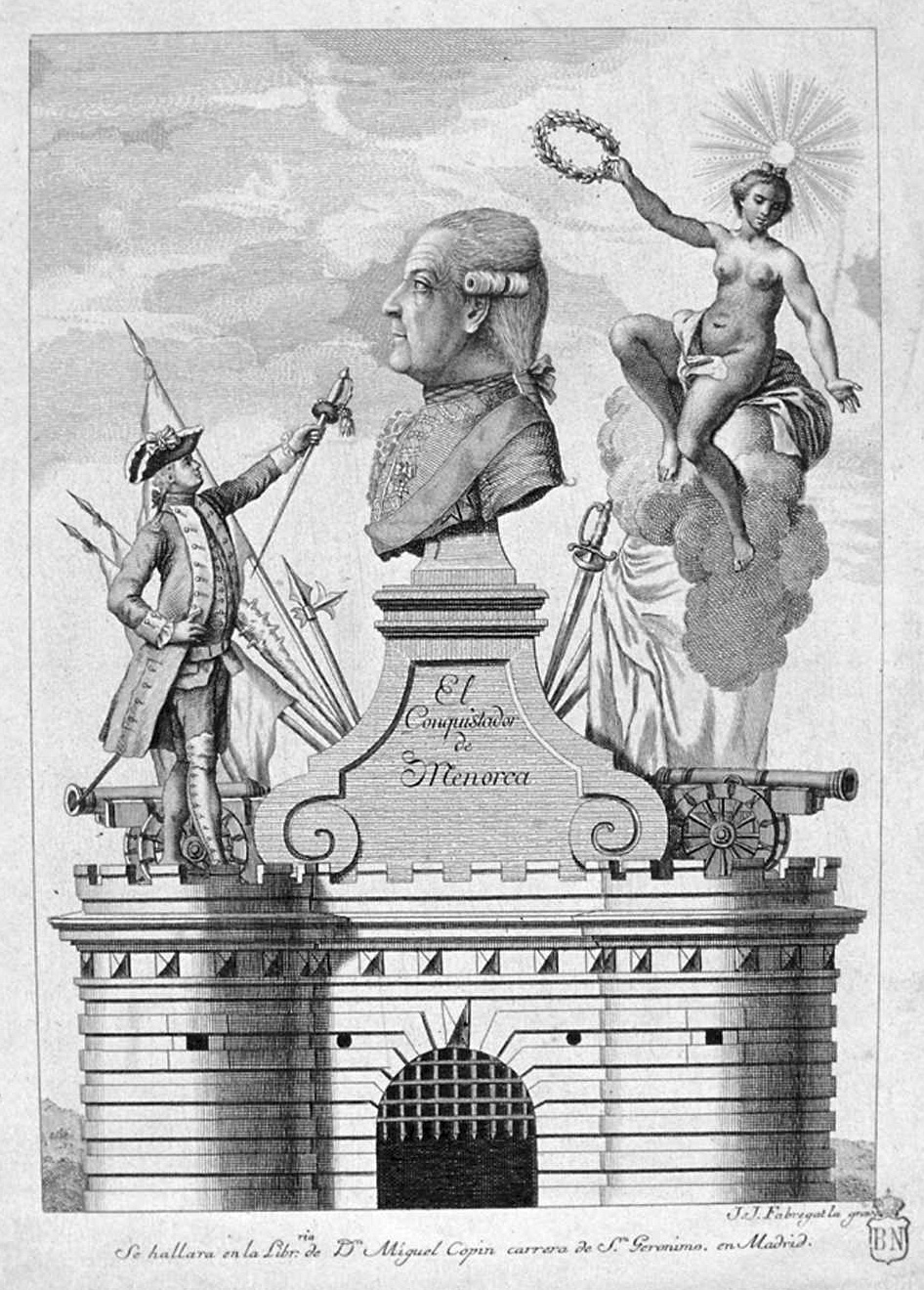
Испанская гравюра «Покоритель Минорки» в честь победы герцога де Крильона

В 1762 году Крильон перешёл на испанскую службу, приняв участие во вторжении в Португалию. В 1765 году он был назначен командующим испанскими силами в Кампо-де-Гибралтар. После того, как Испания и Франция выступили на стороне американских колоний Англии в ходе Войны за независимость САСШ, Крильон возглавил шеститысячный испано-французский экспедиционный корпус, который в начале 1782 года захватил у англичан Минорку. За взятие Минорки он получил от Карлоса III титул герцога Маонского, возведён в достоинство гранда и посвящён в рыцари ордена Золотого руна. Он также был произведён в генерал-капитаны.
После успеха на Минорке Крильону было доверено командование войсками, осаждающими Гибралтар — один из главных опорных пунктов Англии в Средиземноморье. Учитывая характер укреплений Гибралтара, Крильон, опытный мастер осад (по собственным словам, он участвовал в 22 осадах и 68 сражениях), не питал особых надежд на успех, хотя и попытался внести перелом в ход боевых действий, применив плавучие батареи. Этот шаг, однако, не принёс плодов, и Гибралтар устоял. Несмотря на эту неудачу, за Крильоном были сохранены как титул герцога Маонского, так и звание генерал-капитана Валенсии и Мурсии.

### Последние годы жизни
По окончании этой войны Крильон ушёл на покой. В 1791 году в Париже вышли его «Военные мемуары» (фр. Mémoires militaires), содержавшие важную для истории военного искусства информацию. В ходе Французских революционных войн он не принимал ни французскую, ни испанскую сторону, напротив, направив свой авторитет для прекращения боевых действий. Скончался Луи де Крильон в Мадриде в 1796 году.